# エリトラン
エリトラン (Eritoran, E5564) は、細菌の感染に対する過剰炎症反応である重症敗血症に対する治療薬候補である。エーザイによって開発されている（開発コード: E5564）。1999年から治験が開始され、2010年現在、第III相臨床試験が行われている。

## 作用機構
Toll様受容体 (Toll-like receptor, TLR) は免疫系において重要な役割を果たしている。 TLRは病原菌を認識し炎症免疫反応を活性化する。Toll様受容体4 (TLR4) は、グラム陰性菌の細胞壁外膜の成分であるリポ多糖 (LPS) を検出する。
エリトランはリポ多糖の構成成分であるリピドAのアナログ（構造類似化合物）であり、TLR4のアンタゴニストとして作用し、TLR4により引き起こされる過剰な反応を抑制する。
|  |  |

## 開発
大腸菌 E.coliのLPSの生合成前駆体であるLipid X や、光合成細菌Rhodobacter capsulatus由来のリピドAがTLR4アンタゴニスト活性を示すことが1980年代後半明らかにされた。これらの糖脂質は、糖に直接結合しているアシル基のβヒドロキシル基がアシル化されていない。R. capsulatus由来のリピドAは高いアンタゴニスト活性を示すが、生体内ではすぐに加水分解を受けてしまう。そこで、アシル基をアルキル基に置換することで代謝安定性を向上させたリピドA誘導体E5531がエーザイにより開発された。E5531の活性をさらに向上させたものがエリトラン (E5564) である。
|  |  |